# Сіболо (Техас)
Сіболо (англ. Cibolo) — місто (англ. city) в США, в округах Гвадалупе і Беар штату Техас. Населення — 32 276 осіб (2020).

## Географія
Сіболо розташоване за координатами 29°34′39″ пн. ш. 98°14′12″ зх. д. / 29.57750° пн. ш. 98.23667° зх. д. (29.577493, -98.236584).  За даними Бюро перепису населення США в 2010 році місто мало площу 17,03 км², з яких 17,02 км² — суходіл та 0,01 км² — водойми. В 2017 році площа становила 48,29 км², з яких 48,23 км² — суходіл та 0,07 км² — водойми.

## Демографія
Згідно з переписом 2010 року, у місті мешкало 15 349 осіб у 4959 домогосподарствах у складі 4167 родин. Густота населення становила 901 особа/км².  Було 5113 помешкання (300/км²).
Расовий склад населення:
| - 73,5 % — білих - 13,9 % — чорних або афроамериканців - 3,0 % — азіатів - 0,5 % — корінних американців - 0,3 % — вихідців з тихоокеанських островів - 4,1 % — осіб інших рас |

До двох чи більше рас належало 4,7 %. Частка іспаномовних становила 23,6 % від усіх жителів.
За віковим діапазоном населення розподілялося таким чином: 32,7 % — особи молодші 18 років, 62,0 % — особи у віці 18—64 років, 5,3 % — особи у віці 65 років та старші. Медіана віку мешканця становила 34,3 року. На 100 осіб жіночої статі у місті припадало 93,5 чоловіків;  на 100 жінок у віці від 18 років та старших — 89,5 чоловіків також старших 18 років.
Середній дохід на одне домашнє господарство  становив 96 875 доларів США (медіана — 90 665), а середній дохід на одну сім'ю — 101 640 доларів (медіана — 94 214). Медіана доходів становила 63 160 доларів для чоловіків та 50 031 долар для жінок. За межею бідності перебувало 3,9 % осіб, у тому числі 3,5 % дітей у віці до 18 років та 8,5 % осіб у віці 65 років та старших.
Цивільне працевлаштоване населення становило 10 774 особи. Основні галузі зайнятості: освіта, охорона здоров'я та соціальна допомога — 20,8 %, роздрібна торгівля — 16,4 %, публічна адміністрація — 15,4 %.